# 阳光俱乐部
《阳光俱乐部》是一部即将上映的中国大陆喜剧剧情片，由《河边的错误》的导演魏书钧编剧并执导，黄晓明、陆小芬、祖峰、杨采钰主演，贾樟柯特别出演。该片入围第26届上海国际电影节金爵奖主竞赛单元，于2024年6月16日举行世界首映，黄晓明凭借该片获得金爵奖最佳男演员。

## 剧情概要
患有智力缺陷的单身中年吴优一直与母亲沈丽萍一起生活，母亲突然间身患重病后，吴优决心带着母亲去寻找治愈的希望，他们因此踏上了一段充满挑战和希望的旅程。

## 演员与角色
- 黄晓明 饰演 吴优，智商认知水平停留在孩童时期的中年人，无忧无虑，对世界充满好奇。
- 陆小芬 饰演 沈丽萍，吴优年近七旬的母亲。
- 祖峰 饰演 吴迪，吴优的哥哥，是一名受人尊敬的医生。
- 杨采钰 饰演 晓雪
- 佟林楷 饰演 保安
- 李杨 饰演 林立
- 廖凡 饰演 警察
- 张淇 饰演 郑斌
- 梁植 饰演 小梁
- 张绍刚 饰演 主编
- 李丛喜
- 巩金国
- 徐磊
- 徐朝英
- 杨平道
- 贾樟柯 饰演 蔡博士，成功学大师。（特别出演）

## 制作
该片于2023年12月获国家电影局批准立项。

## 发行
该片入围第26届上海国际电影节金爵奖主竞赛单元和第37届东京国际电影节世界焦点单元，于2024年6月16日在上海国际电影节举行世界首映。影片原定2025年6月28日在中国大陆正式上映，后宣布撤档。

## 奖项荣誉
| 年份 | 颁奖礼                     | 奖项       | 入围者 | 结果 | 参考  |
| ---- | -------------------------- | ---------- | ------ | ---- | ----- |
| 2024 | 第26届上海国际电影节金爵奖 | 最佳男演员 | 黄晓明 | 獲獎 | [ 8 ] |